# Лазы (Мехувский повет)
Ла́зы (пол. Łazy) — село в Польше в сельской гмине Ксёнж-Вельки Мехувского повета Малопольского воеводства.
Село располагается в 6 км от административного центра гмины села Ксёнж-Вельки, в 9 км от административного центра повета города Мехув и в 42 км от административного центра воеводства города Краков.
В 1975—1998 годах село входило в состав Келецкого воеводства.